# Altkirch
Altkirch (franskt uttal: alkiʁʃ (uttal (fil))) är en stad och kommun i departementet Haut-Rhin i Alsace i nordöstra Frankrike.
Staden betraktas  traditionellt som huvudstad i Sundgau. Namnet "Altkirch" kommer från tyskans "Alte Kirche", som betyder "gammal kyrka".

## Befolkningsutveckling
Antalet invånare i kommunen Altkirch
| Referens: INSEE |

## Kända personer
- Paul Ackermann (1812–1846), fransk språkforskare och författare.
- Ludwig Bergsträsser (1883–1960), tysk politiker.
- Hildegard Bleyler (1899–1984), tysk politiker.
- Yvan Muller (1969-), fransk racerförare, världsmästare i standardvagnsracing två gånger.

## Externa länkar

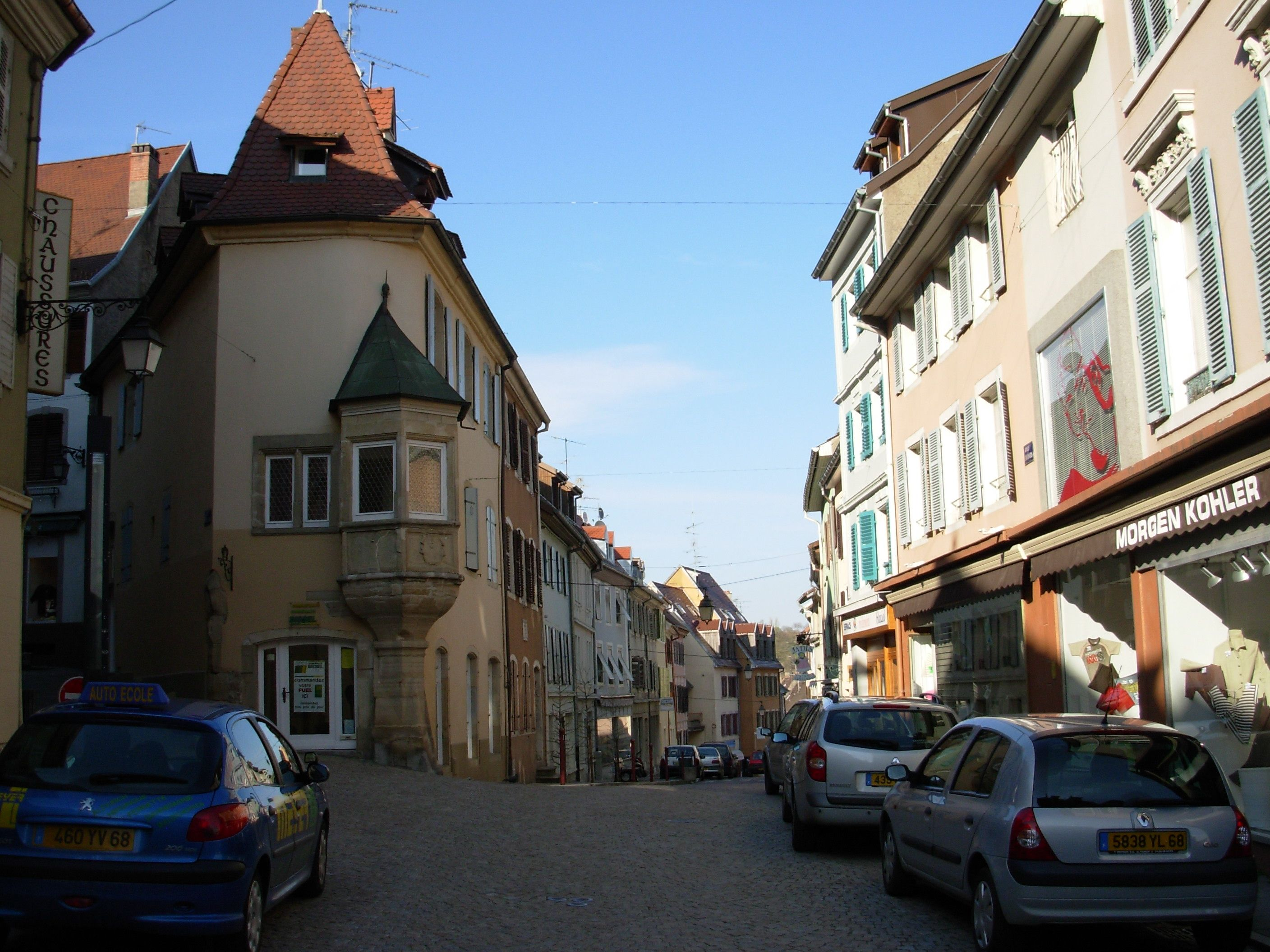
Altkirch.